# Calvarrasa de Arriba
Calvarrasa de Arriba ist ein westspanischer Ort und eine Gemeinde (municipio) mit 615 Einwohnern (Stand: 2024) im Osten der Provinz Salamanca in der Region Kastilien und León.

## Lage und Klima
Der ca. 795 m hoch gelegene Ort Calvarrasa de Arriba liegt im Süden der altkastilischen Hochebene (meseta). Das Stadtzentrum der Großstadt Salamanca ist knapp neun Kilometer in nordwestlicher Richtung entfernt.
Das Klima im Winter ist durchaus kühl; die geringen Niederschlagsmengen (ca. 435 mm/Jahr) fallen – mit Ausnahme der eher trockenen Sommermonate – verteilt übers ganze Jahr.

## Bevölkerungsentwicklung
| Jahr      | 1970 | 1981 | 1991 | 2001 | 2011 | 2021 |
| --------- | ---- | ---- | ---- | ---- | ---- | ---- |
| Einwohner | 705  | 627  | 620  | 685  | 666  | 594  |

## Sehenswürdigkeiten
- Ruine der Vinzenzkirche
- Peterskirche (Iglesia de San Pedro)
- Kapelle Unserer Lieben Frau vom Felsen

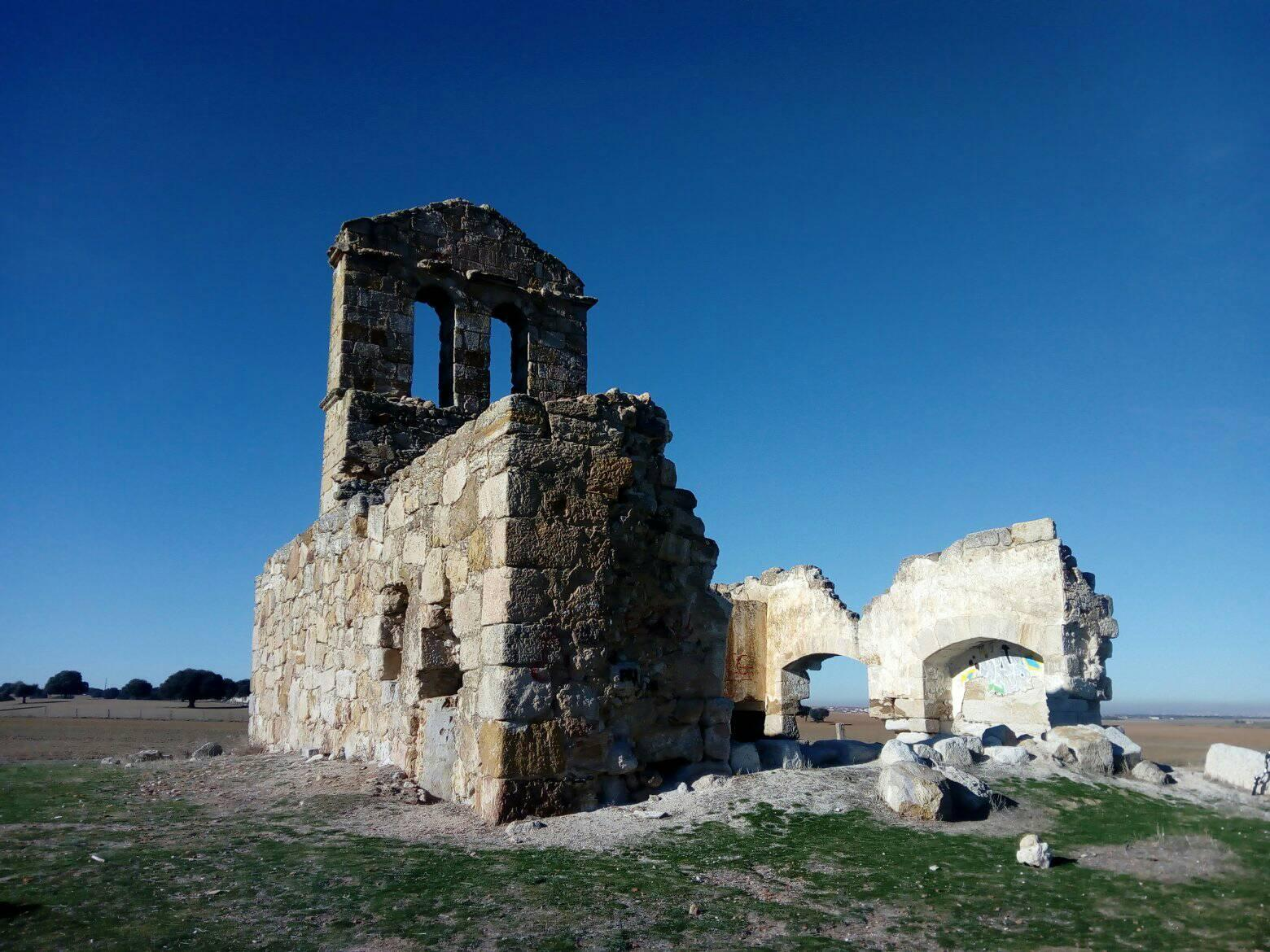
Ruine der Vinzenzkirche
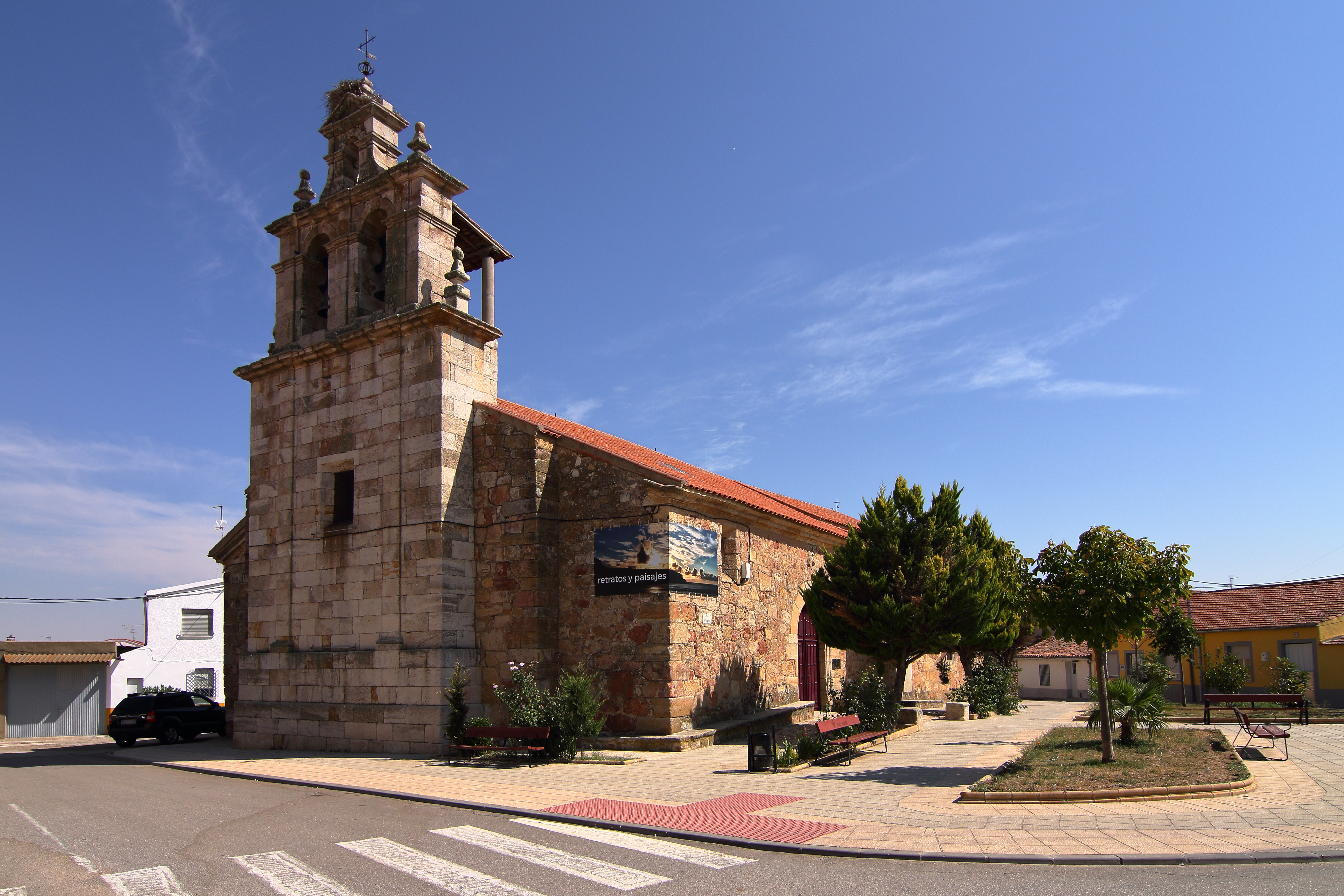
Peterskirche
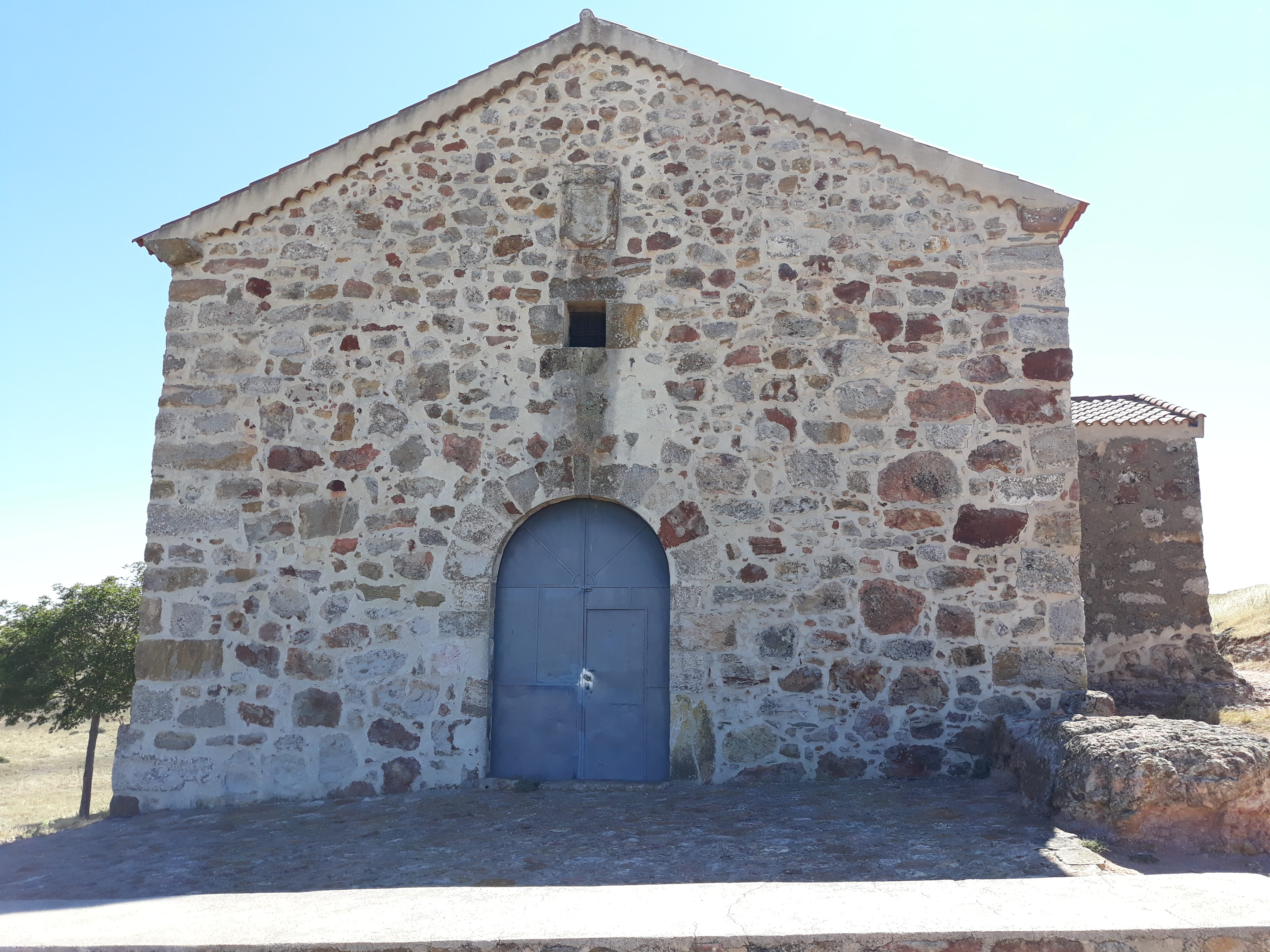
Kapelle Unserer Lieben Frau
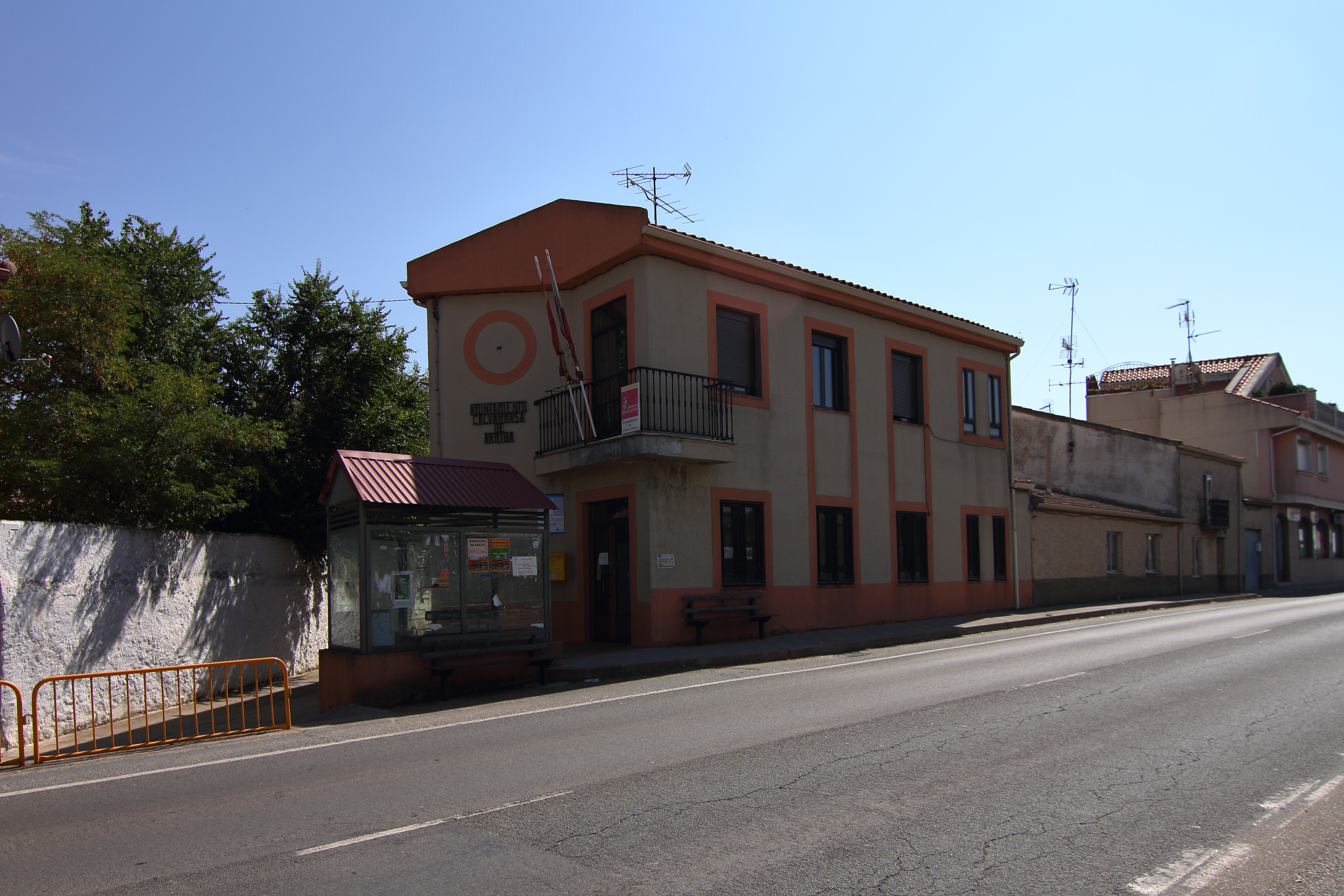
Rathaus